# 柳川高等学校
柳川高等学校（やながわこうとうがっこう）は、福岡県柳川市本城町にある私立高等学校。運営母体は学校法人柳商学園。柳川城の跡地に校舎を置く。橘蔭寮、啓明寮、女子寮、国際科寮を周辺に持つ。ゴルフや野球、テニス、卓球、剣道の強豪校として知られ、全国高等学校野球選手権大会、全国選抜高等学校テニス大会などに繰り返し出場している。尚、陸上部は現在廃部になっているが全国高等学校総合体育大会陸上競技大会にも出場する選手が多数在籍していた。有名スポーツ選手の卒業生は県内屈指の数である。かつては、柔道や体操、陸上部（駅伝）や女子バレーボールの強豪校でもあった。創立者の孫である古賀賢が校長兼理事長を務め、「積極的で明るい」学校を目指している。

## 沿革
- 1941年（昭和16年）4月 - 福岡県柳河商業学校の設置が認可され、当時の山門郡柳河町の現在地に設置。
- 1944年（昭和19年）3月 - 太平洋戦争（大東亜戦争）下の社会事情（教育ニ関スル戦時非常措置方策）を踏まえ、福岡県柳河工業学校と改称。
- 1946年（昭和21年）2月 - 太平洋戦争（大東亜戦争）終結により、福岡県柳河商業学校に再び改称。
- 1947年（昭和22年）4月 - 学制改革により新制の柳河中学校を併設。
- 1948年（昭和23年）3月 - 運営法人名を財団法人橘蔭学園に変更。学制改革により福岡県柳河商業学校を新制高等学校に改組し、柳河商業高等学校に改称。
- 1951年（昭和26年）3月 - 運営法人を私立学校法に基づく学校法人に改組し、学校法人橘蔭学園に改称。
- 1951年（昭和26年）4月 - 柳河町が市町村合併により柳川町に改称されたのを受けて、柳河商業高等学校と柳河中学校を柳川商業高等学校・柳川中学校に改称。
- 1952年（昭和27年）4月 - 柳川中学校の生徒募集を停止。
- 1961年（昭和36年）10月 - 柳川高等経理学校、柳川中学校を廃止。
- 1962年（昭和37年）5月 - 校歌制定（作詞: 伊馬春部、作曲: 高木東六）。
- 1963年（昭和38年）4月 - 経営科を設置し、商業科・経営科の2科とする。
- 1968年（昭和43年）4月 - 普通科を設置し、商業科・経営科・普通科の3科とする。
- 1971年（昭和46年）4月 - 経営科を廃止し、商業科・普通科の2科とする。
- 1980年（昭和55年）1月 - 法人名・校名を学校法人橘蔭学園柳川商業高等学校から現法人名・現校名に改称した。
- 1980年（昭和55年）5月 - 全国初の中国研修旅行を実施[1]。
- 1994年（平成6年）4月 - 普通科内にICC国際教育コースを設置。
- 1995年（平成7年）4月 - ICC国際教育コースを学科とし、国際科を設置。
- 1997年（平成9年）11月 - ヨーロッパ研修旅行実施（現在、続行中）。
- 2001年（平成13年）11月2日 - マイクロソフト認定アカデミックトレーニングセンターを開設。
- 2005年（平成17年）1月11日 - 早稲田大学大学院情報生産システム研究科と教育支援に関する提携。

## 学校生活
本校ではパラリンピック金メダリストや安倍昭恵（安倍晋三元総理夫人）や森喜朗（元総理大臣）などを迎え、積極的に講演会を開催している。
国際科は多くが他県からの寮生であり、留学生も多い。主に中国人、台湾人、韓国人、タイ人が多く在籍している。

## 設置学科
- 普通科
  - 特進コース
  - 進学コース
- 情報科
  - マイクロソフトコース
- 商業科
  - 総合ビジネスコース
- 国際科
  - ICCコース

## 男子テニス部暴行事件
2008年5月22日、男子テニス部で3年生が1年生の後輩を殴って鼻の骨を折る事件が発生。同年6月29日、3年生が殴ったり平手打ちをする事件が発生。同年11月13日にはテニス部の上級生部員らが1年生部員らに暴行を加えていたことが発覚した。
上記の問題に加え男子テニス部の全学年の一部の部員が同年4月から6月の間に賭けトランプを行っていたことも発覚し、同校男子テニス部は同年の全国選抜高等学校テニス大会九州地区大会出場を辞退（女子部は不問とされた）した。これにより第一回大会から続いた男子部の全国大会連続出場記録が30で途絶えることとなった。

## 交通
- 西鉄天神大牟田線: 西鉄柳川駅
- 西鉄バス久留米: 柳川高校前バス停

2007年4月より、西鉄柳川駅と本校を結ぶスクールバスを運行している。

## 著名な出身者

### 政治家
- 原口新五 - 福岡県久留米市長・久留米市議会議長[4]
- 荒巻隆伸　福岡県みやま市議会議員・元市議会議長

### 野球
プロ野球
- 権藤正利（元洋松・大洋→東映→阪神）
- 栗崎日出男（元南海）
- 高橋明（元西鉄）
- 若菜嘉晴（元西鉄・太平洋・クラウン→阪神→大洋→日本ハム、元ダイエーコーチ）
- 真弓明信（元太平洋・クラウン→阪神、元近鉄コーチ、元阪神監督）
- 中村武義（元日本ハム）
- 加倉一馬（元太平洋・クラウン・西武→阪神）
- 久保康生（元近鉄→阪神→近鉄、近鉄→阪神→ソフトバンクコーチ）
- 立花義家（元クラウン・西武→阪神→俊国(台湾)、ダイエー→オリックス→西武→ソフトバンク→ロッテ→ソフトバンクコーチ）
- 清家政和（元阪神→西武→ヤクルト、元西武→LG(韓国)→楽天→西武→SK(韓国)コーチ）
- 野田雲平（元近鉄）
- 金山晃士（元近鉄）
- 田中和博（元広島）
- 西里幸喜（元阪神）
- 西村英嗣（元中日→ダイエー）
- 樽見金典（元巨人）
- 中島輝士（元日本ハム→近鉄、元近鉄→日本ハム→統一ライオン(台湾)→徳島(独立IL)→ハンファ(韓国)コーチ、元統一ライオン(台湾)→徳島(独立IL)監督）
- 馬場敏史（元ダイエー→オリックス→ヤクルト、オリックス→ヤクルト→オリックス→横浜・DeNA→ハンファ(韓国)→西武コーチ→2023年阪神コーチ）
- 池田宇隆（元ロッテ）
- 樋口一紀（元ロッテ→中日→ロッテ→阪神）
- 大畑裕勝（元巨人）
- 川口憲史（元近鉄→楽天）
- 花田真人（元ヤクルト）
- 田中瑞季（元ダイエー・ソフトバンク→ロッテ）
- 林威助（元阪神→兄弟(台湾)、兄弟(台湾)監督）
- 香月良太（元近鉄→オリックス→巨人）
- 香月良仁（元ロッテ）
- 柿木映二（元ソフトバンク）※育成選手
- 安藤強（アマチュア野球指導者→巨人2軍ヘッドコーチ）

アマチュア野球
- 徳永利美（元社会人野球監督）
- 末次秀樹（野球指導者）
- 吉田幸彦（野球指導者）

### 柔道
- 吉村和郎（1970年卒・元全日本女子柔道監督、元軽中量級世界3位）
- 河野満男（1971年卒・元柳川高校柔道部監督）
- 園田隆二（1992年卒・元全日本女子柔道監督、元60kg級世界チャンピオン、阿武教子の夫）
- 阿武教子（1995年卒・アテネ五輪柔道金メダリスト、シドニー五輪柔道78kg級出場）
- 衛藤裕美子（1990年卒・ドイツ国際優勝）
- 衛藤由佳（1991年卒・ドイツ国際2位）
- 松永真理子（1991年卒・強化選手選考会優勝）
- 国吉真子（1992年卒・ワールドカップ団体戦3位）
- 佐野奈津子（1993年卒・福岡国際優勝）
- 妹尾ひでみ（1994年卒・ユニバーシアード3位）
- 猿渡琢海（1995年卒・アジア選手権優勝）
- 大石いづみ（1997年卒・世界ジュニア5位）
- 五味川みどり（1997年卒・福岡国際2位）

### テニス
- 本村剛一（プロテニスプレイヤー）
- 岩渕聡（1994年卒・プロテニスプレイヤー）
- 古賀潤一郎（1976年卒・プロテニスプレイヤー及び政治家）
- 福井烈（1976年卒・プロテニスプレイヤー）
- 武鑓正芳（1982年卒・プロテニスプレイヤー）
- 松岡修造（1986年卒・元プロテニスプレイヤー、現タレント）
- 土橋登志久（1985年卒・元プロテニスプレイヤー、現早稲田大学庭球部監督）

### その他スポーツ
- 坂井聖人（2014年卒・リオ五輪水泳銀メダリスト）
- 高橋大介（元サッカー選手、サッカー指導者）
- 川東加代子（1977年卒・世界卓球選手権シングルスでベスト8）
- 和田理枝（全日本卓球選手権大会優勝2度）
- 山下さとみ（全日本卓球選手権大会優勝2度）
- 今野大喜（プロゴルファー）

### 芸能
- ゆーとぴあ・ホープ（城後光義、コメディアン）
- 高杢禎彦（1981年卒・元「チェッカーズ」メンバー）
- 岡幸二郎（1986年卒・ミュージカル俳優）
- 北山たけし（中退・演歌歌手）
- 笑福亭呂好（1999年卒・上方噺家）
- 金子剛（作曲家、シンガーソングライター）